# Religionen in St. Helena, Ascension und Tristan da Cunha
Im Britischen Überseegebiet St. Helena, Ascension und Tristan da Cunha herrscht die anglikanische Konfession vor (Church of England). Andere Religions- bzw. Konfessionszugehörigkeiten haben zwischen 1998 und 2008 bei abnehmender Bevölkerungszahl zugenommen. 78,5 Prozent der Einwohner (Stand 2021) sind Christen. Dies sind 4,5 Prozentpunkte weniger als fünf Jahre zuvor.

## Christliche Konfessionen

### Anglikanische Kirche
Bei der Volkszählung 2021 gaben 2765 (2995 im Jahr 2016) Einwohner der Insel St. Helena an, dass sie der anglikanischen Kirche angehören. Dies entsprach einem Anteil von 63,2 Prozent Bevölkerung.
Die Diözese St Helena, das St. Helena und Ascension umfasst, gehört zur Anglican Church of Southern Africa. Die Diözese gliedert sich heute in drei Parishes (Pfarreien) auf St. Helena und ein Parish auf Ascension mit insgesamt 13 Kirchengemeinden und 12 Kirchengebäuden.
Die Gemeinde St. James in Jamestown ist die älteste anglikanische Gemeinde der südlichen Hemisphäre.

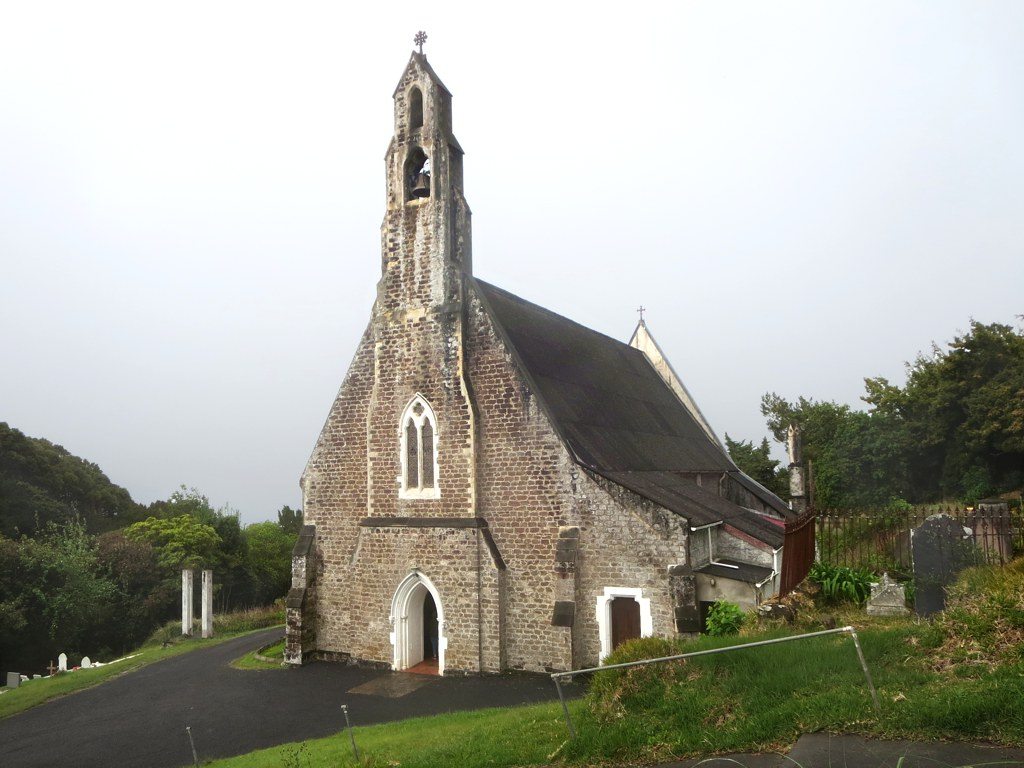
Anglikanische Kathedrale St. Paul’s auf St. Helena
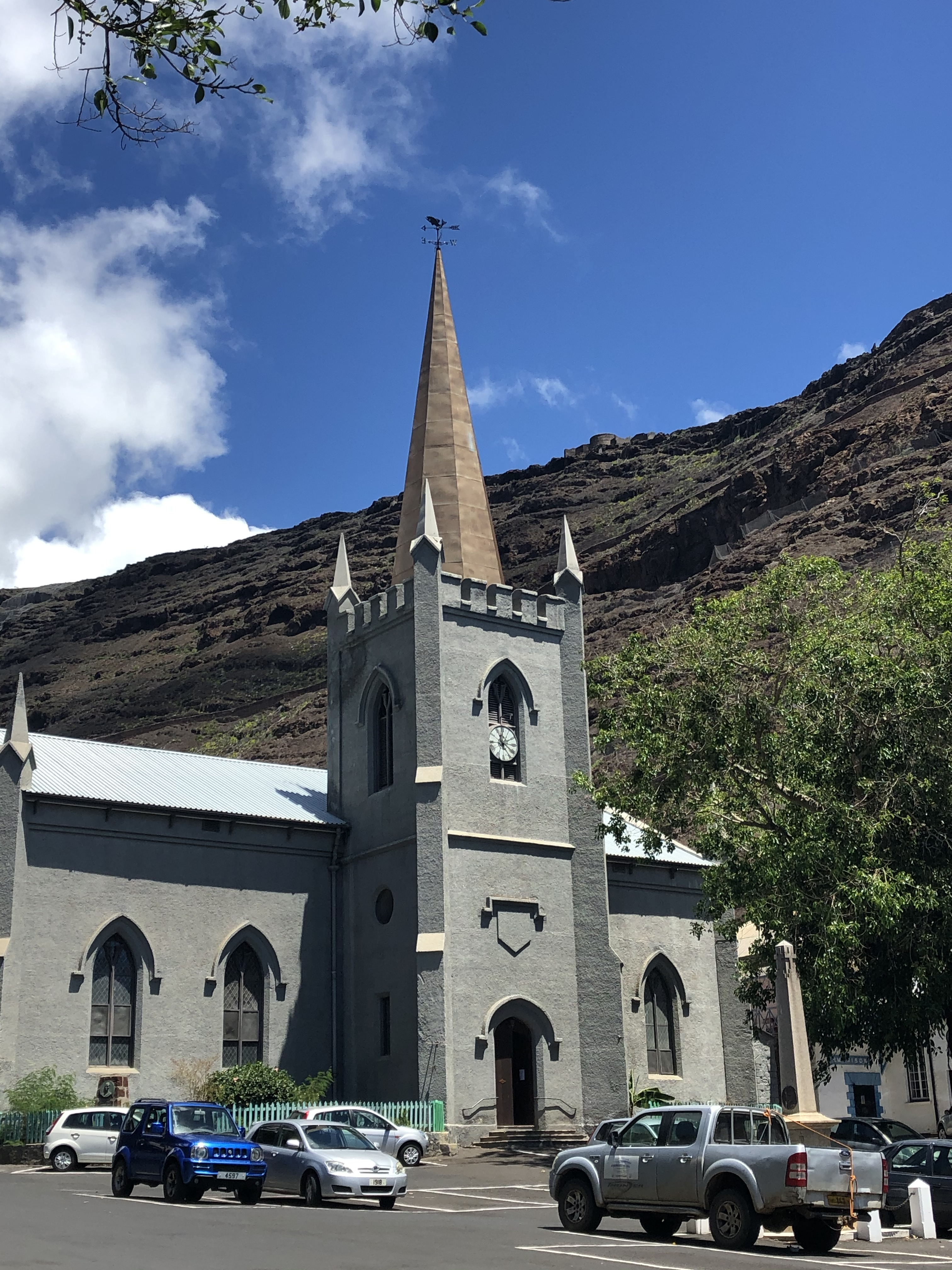
Anglikanische Kirche St. James in Jamestown auf St. Helena
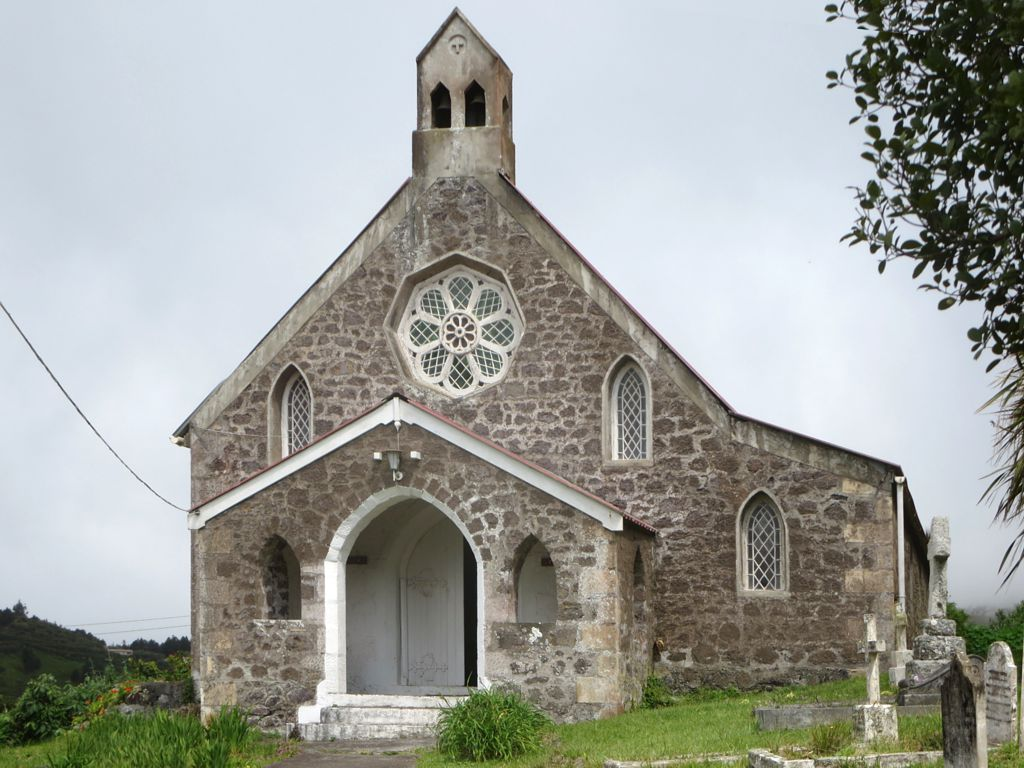
Anglikanische Kirche St. Matthew auf St. Helena
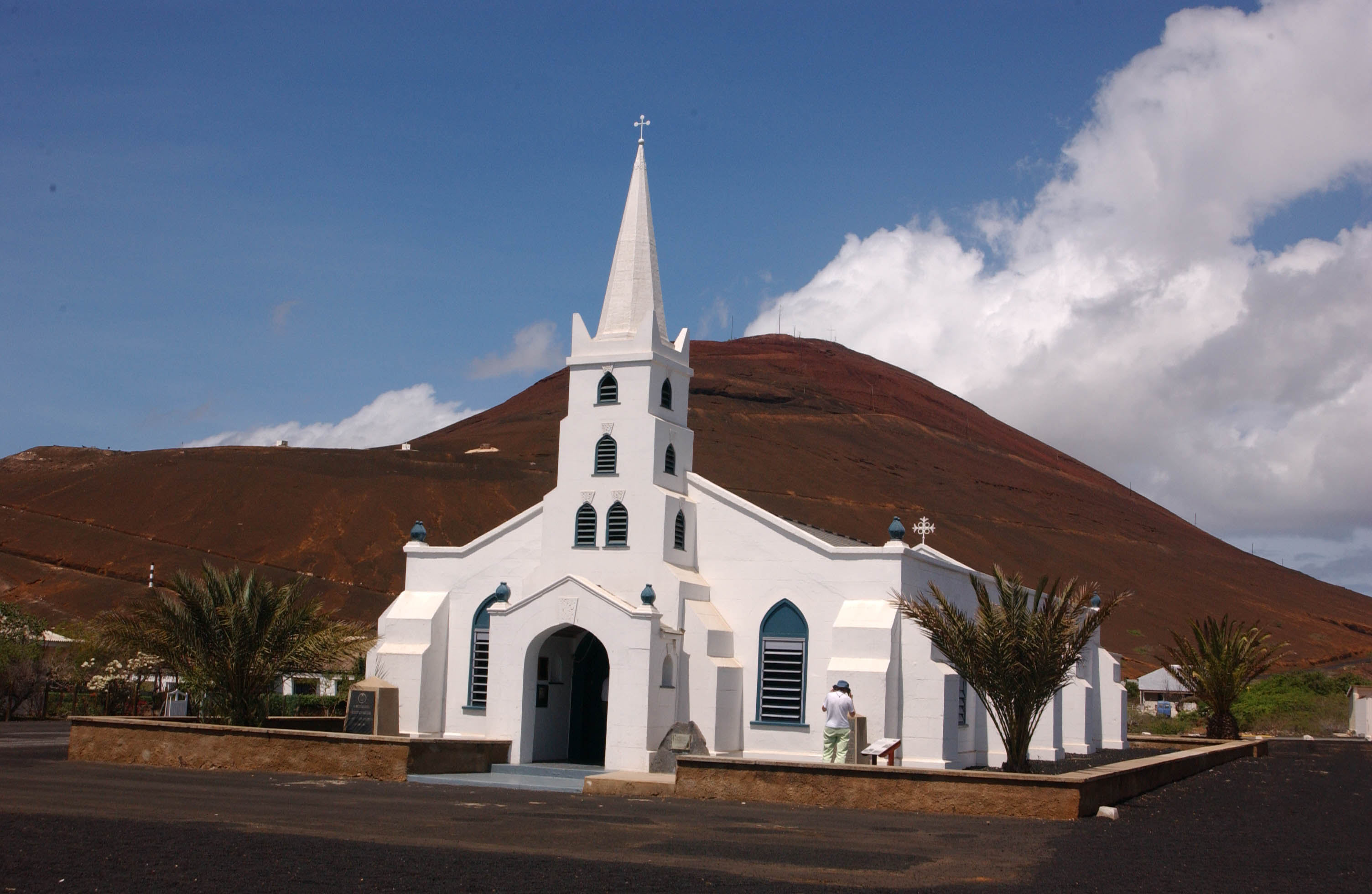
Anglikanische Kirche St. Mary auf Ascension

Seit 1960 ist Tristan da Cunha hingegen Teil der anglikanischen Diözese Kapstadt in Kapstadt, Südafrika. Die 1923 errichtete St. Mary’s Church in Edinburgh of the Seven Seas ist die einzige anglikanische Kirche auf Tristan da Cunha.

### Andere christliche Konfessionen

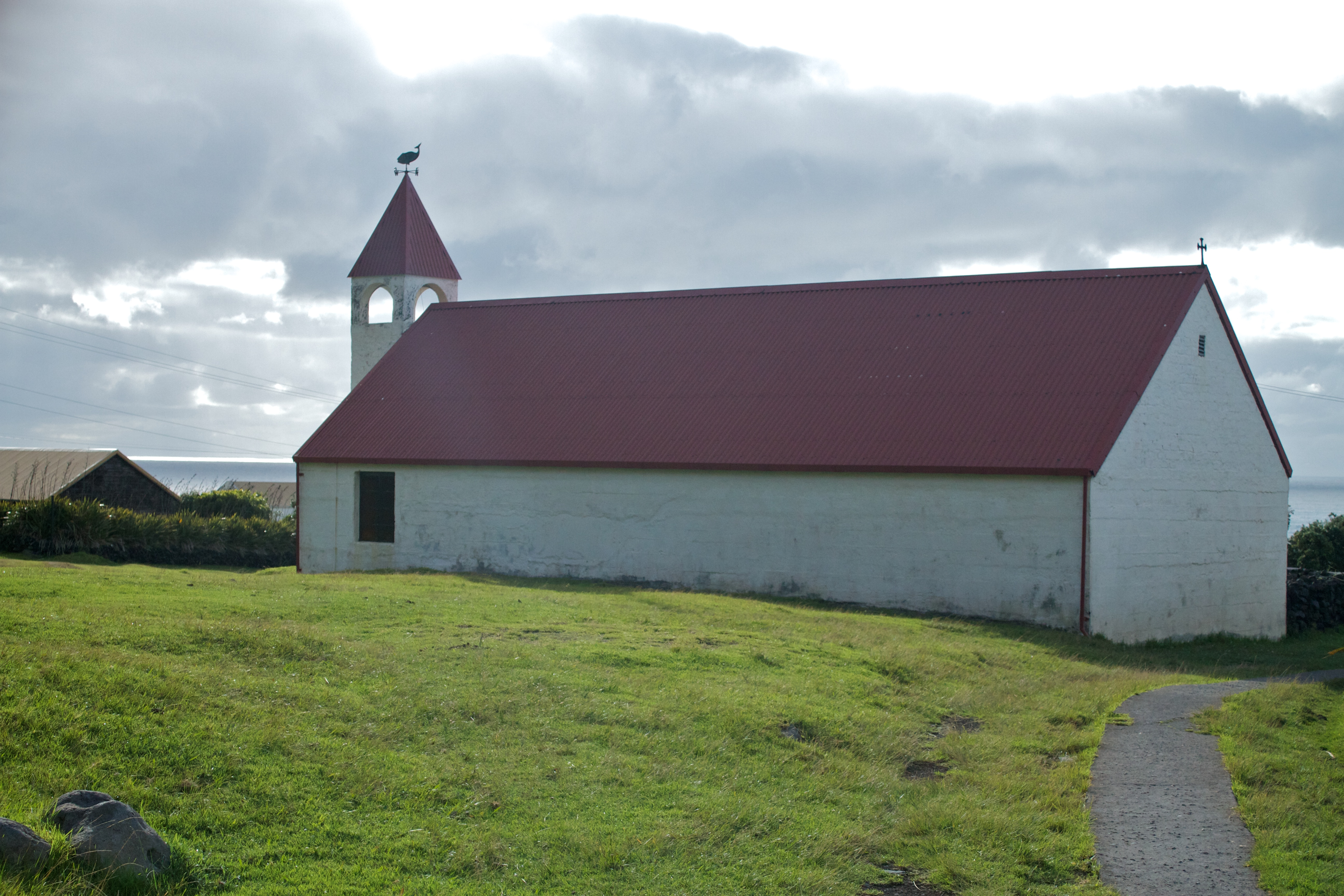
Römisch-Katholische St. Joseph’s Church auf Tristan da Cunha

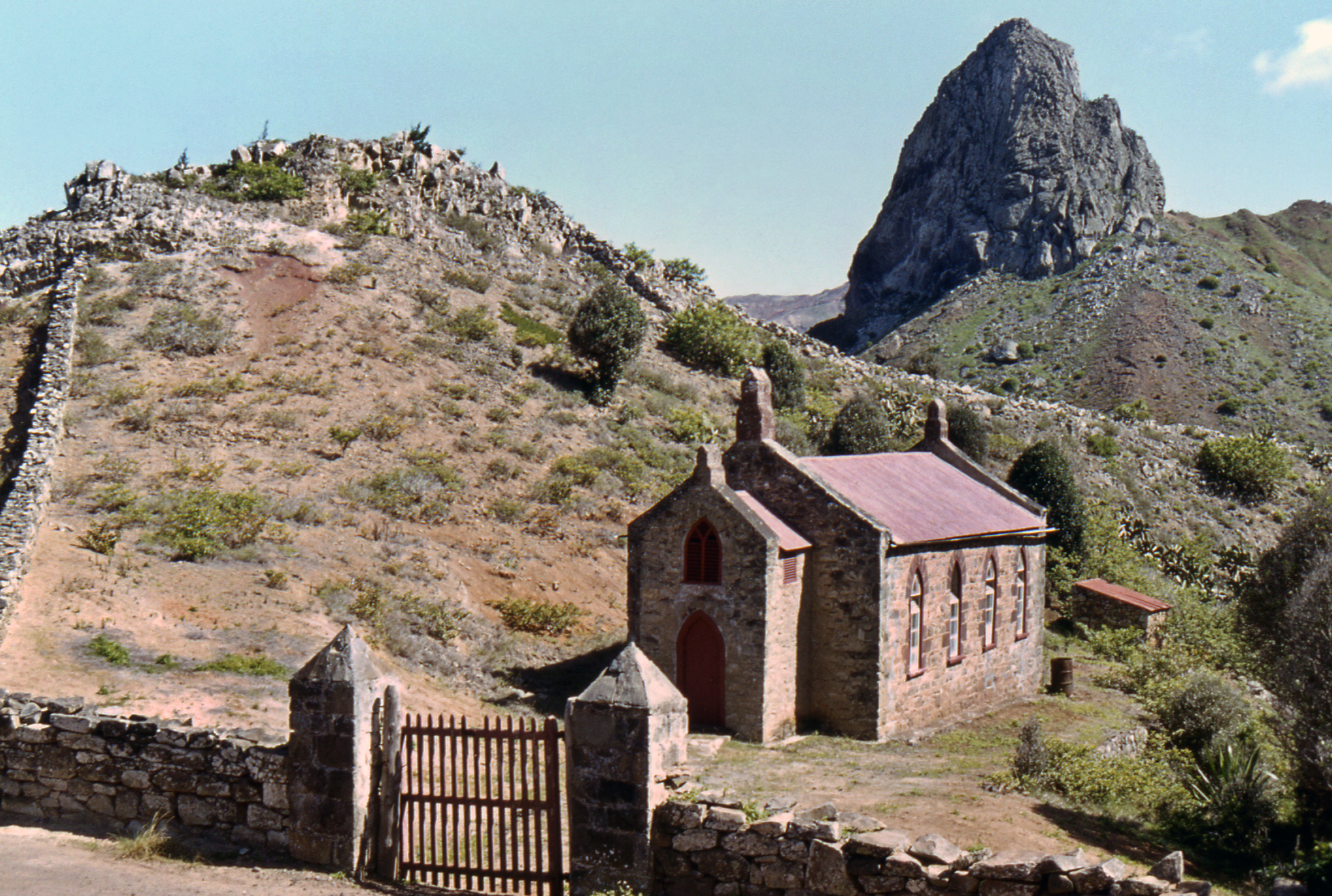
Die Sandy Bay Chapel der Baptisten

- Baptisten: 100 (St. Helena 2,3 %) – die St Helena Baptist Church ist Mitglied der Western Province Baptist Association im Westkap in Südafrika[5]
  - Jamestown Chapel (1854 erbaut) in Jamestown
  - Sandy Bay Chapel (um 1910) in Sandy Bay
  - Knollcombe Chapel mit dem Buren-Krieg-Friedhof (1893) in St. Paul’s
  - Head o’Wain Chapel (1918)[6] in Head o’Wain (Blue Hill)
- Heilsarmee: 88 (St. Helena 2,0 %)
  - Salvation Army Hall in Jamestown
  - Salvation Army Hall in Half Tree Hollow
- Jehovas Zeugen: 167 Personen (St. Helena 3,8 %)
  - New Kingdom Hall in Half Tree Hollow
  - Kingdom Hall in Longwood
  - Kingdom Hall in Levelwood
- Neuapostolische Kirche: 72 (St. Helena 1,6 %)
  - New Apostolic Hall in Half Tree Hollow
- Römisch-Katholische Kirche: 96 (St. Helena 2,2 %)
  - Mission sui juris St. Helena, Ascension und Tristan da Cunha
    - Sacred Heart Church in Jamestown (St. Helena)
    - St. Joseph’s Church in Edinburgh of the Seven Seas (Tristan da Cunha)
    - Grotto of Our Lady of Ascension in Cat Hill, vier Kilometer südöstlich von Georgetown (Ascension)
- Siebenten-Tags-Adventisten: 85 (St. Helena 1,9 %)
  - Seventh Day Adventist Church in Jamestown
- The Rock Christian Fellowship: 20 (St. Helena 0,5 %)

#### Nichtchristliche Religionen
- Bahá’í: 10 (St. Helena 0,2 %)
  - Bahá’í Centre in St. Paul’s[7]
  - Bahá’í Information Centre in Jamestown[8]
- Islam: 16 (St Helena 0,4 %)
- Sonstige: 63 (St. Helena 1,5 %)